# Kitchens of Distinction
I Kitchens of Distinction (talvolta abbreviato come KOD) sono un gruppo musicale alternative rock inglese, formatosi a Tooting (Londra) nel 1986. Dopo lo scioglimento avvenuto nel 1996, il gruppo si è ricostituito nel 2012.

## Storia

### Dagli esordi al primo scioglimento (1986-1996)
La formazione iniziale del gruppo è costituita da Patrick Fitzgerald (voce e basso), Julian Swales (chitarre), già membro del primo nucleo degli All About Eve, e Dan Goodwin (batteria), ex A.R. Kane. Il gruppo si forma nel 1986 e ricava il nome da un annuncio pubblicitario. Non si conoscono bene gli albori del gruppo, fatto sta che nel 1987 esordiscono con Last Gasp Death Shuffle, a cui seguono Prize e The 3rd Time We Opened the Capsule.
Il primo lavoro discografico del gruppo viene pubblicato nel 1989. Si tratta di Love is Hell, disco caratterizzato da arrangiamenti eleganti di influenza darkwave, in cui tuttavia a farla da padrone è la voce passionale di Fitzgerald. Da segnalare nel disco la presenza di un brano contro Margaret Thatcher, intitolato Margaret's Injection. Love is Hell si fa apprezzare per l'equilibrio con cui vengono affrontati i diversi generi presenti.
Dopo meno di due anni viene pubblicato l'album Strange Free World (1991), che entra nella Official Albums Chart. Il disco, prodotto da Hugh Jones (Echo and the Bunnymen, R.E.M.), viene etichettato come dream pop, nonostante il massiccio utilizzo di chitarre acustiche, suonate da Julian Swales, che affiancano la recitazione di Fitzgerald.
Vi collabora il trombettista Kick Horns.
Nel 1992 esce The Death of Cool, lavoro più consistente di Strange Free World, che affronta un approccio alla drone music e allo shoegaze.
Segue Cowboys and Aliens (ottobre 1994), prodotto da Pascal Gabriel, dall'attitudine essenzialmente pop.
Nel maggio 1996 pubblicano il singolo Feel My Genie con il nome abbreviato Kitchens O.D., prima di lasciare le scene.

### Dopo lo scioglimento fino al ritorno nel 2012 (1996-oggi)
Fitzgerald dal 1996 continua a registrare con il nome Fruit, un progetto condiviso con Miki Berenyi (Lush) e Isabel Monteiro (Drugstore). Successivamente forma i Lost Girls, progetto confluito nella collaborazione con Heidi Berry. Dal 2000 lavora con lo pseudonimo Stephen Hero, fino al 2009.
Nel settembre 2012 Fitzgerald annuncia il ritorno al sodalizio con Swales e Goodwin. A distanza di 19 anni dal precedente, il 30 settembre 2013 viene pubblicato l'album Folly.

## Formazione
- Patrick Fitzgerald (nato a Basilea, Svizzera, il 7 aprile 1964) - voce, basso, chitarra
- Julian Swales (nato a Monmouthshire, Regno Unito, il 23 marzo 1964) - chitarra
- Daniel "Dan" Goodwin (nato a Salamanca, Spagna, il 22 luglio 1964) - batteria, percussioni

## Discografia

### Album studio
- 1989 - Love is Hell (One Little Independent)
- 1991 - Strange Free World (One Little Independent)
- 1992 - The Death of Cool (One Little Independent)
- 1994 - Cowboys and Aliens (One Little Independent)
- 2013 - Folly (3 Loop Music)

### Raccolte
- 2003 - Capsule: The Best of KOD 1988-94